# Spišská Teplica
Spišská Teplica (in ungherese Szepestapolca, in tedesco Teplitz) è un comune della Slovacchia facente parte del distretto di Poprad, nella regione di Prešov.
Il villaggio fu menzionato per la prima volta nel 1280.